# Mycalesis fuscum
Mycalesis fuscum är en fjärilsart som beskrevs av Felder 1860. Mycalesis fuscum ingår i släktet Mycalesis och familjen praktfjärilar. Inga underarter finns listade i Catalogue of Life.

## Bildgalleri

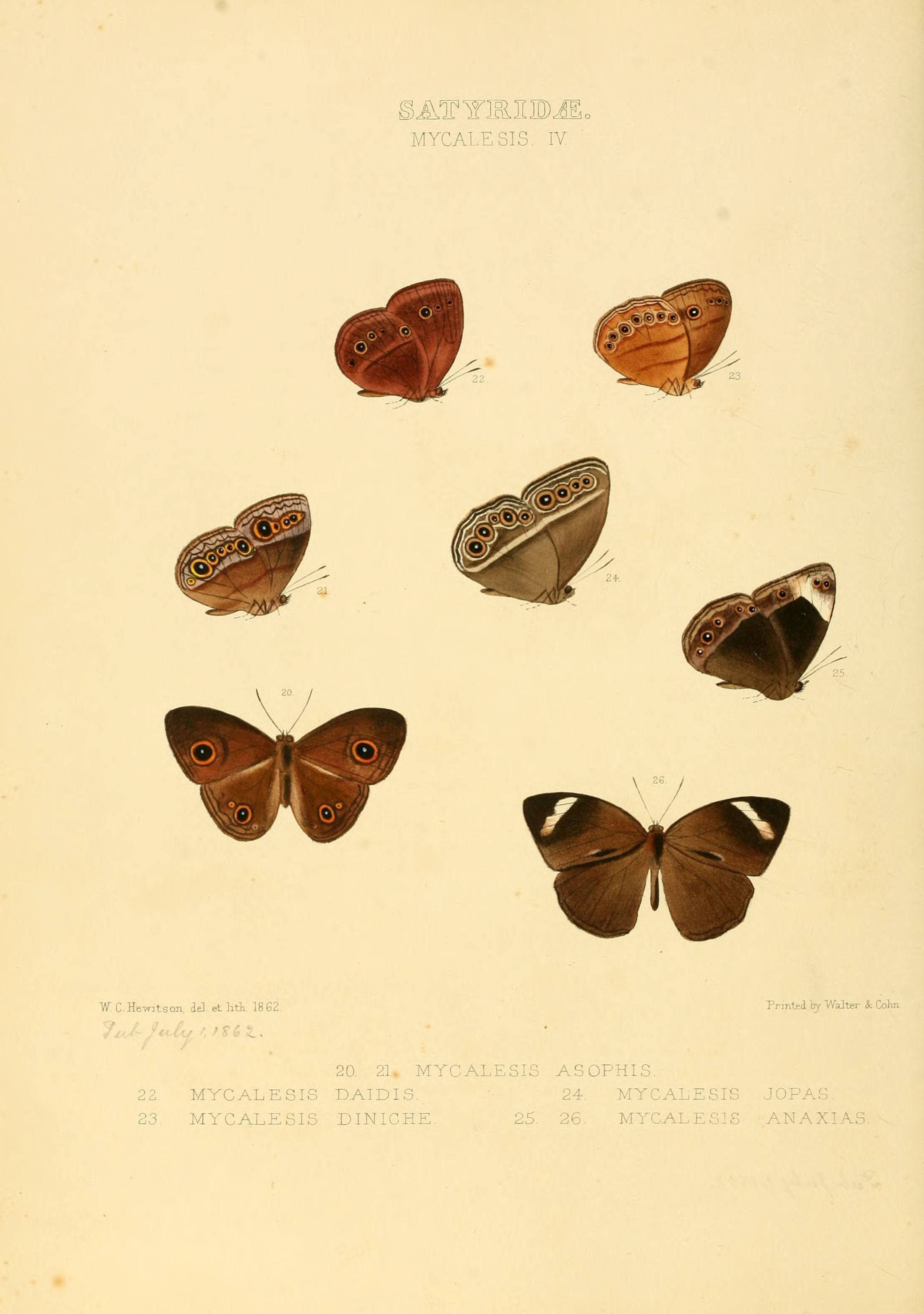